# موسى ألزوما
موسى ألزوما (بالفرنسية: Moussa Alzouma)‏ (30 سبتمبر 1982 النيجر - ) هو لاعب كرة قدم نيجري، شارك في كأس الأمم الأفريقية 2013.

## روابط خارجية
- موسى ألزوما على موقع قاعدة بيانات كرة القدم.إي يو (الإنجليزية)
- موسى ألزوما على موقع ناشيونال فوتبول تيمز (الإنجليزية)
- موسى ألزوما على موقع عالم كرة القدم.نت (الإنجليزية)